# كيث غانون
كيث غانون هو راقص على الجليد كندي، ولد في 31 ديسمبر 1987 في فانكوفر في كندا.

## وصلات خارجية
- كيث غانون على موقع الاتحاد الدولي للتزلج (الإنجليزية)